# گغونی چتچیان
گغونی هوهانسی چتچیان (ارمنی: Գեղունի Հովհաննեսի Չթչյան؛ زادهٔ ۳۰ اوت ۱۹۲۹) آهنگساز و موسیقیدان سبک کلاسیک اهل ارمنستان است.

## زندگی‌نامه
وی در ۳۰ اوت ۱۹۲۹ در گیومری به دنیا آمد و از کنسرواتوار دولتی کومیتاس ایروان فارغ‌التحصیل گشت. وی برنده جوایزی همچون مدال موسس خورناتسی است.

## نگارخانه

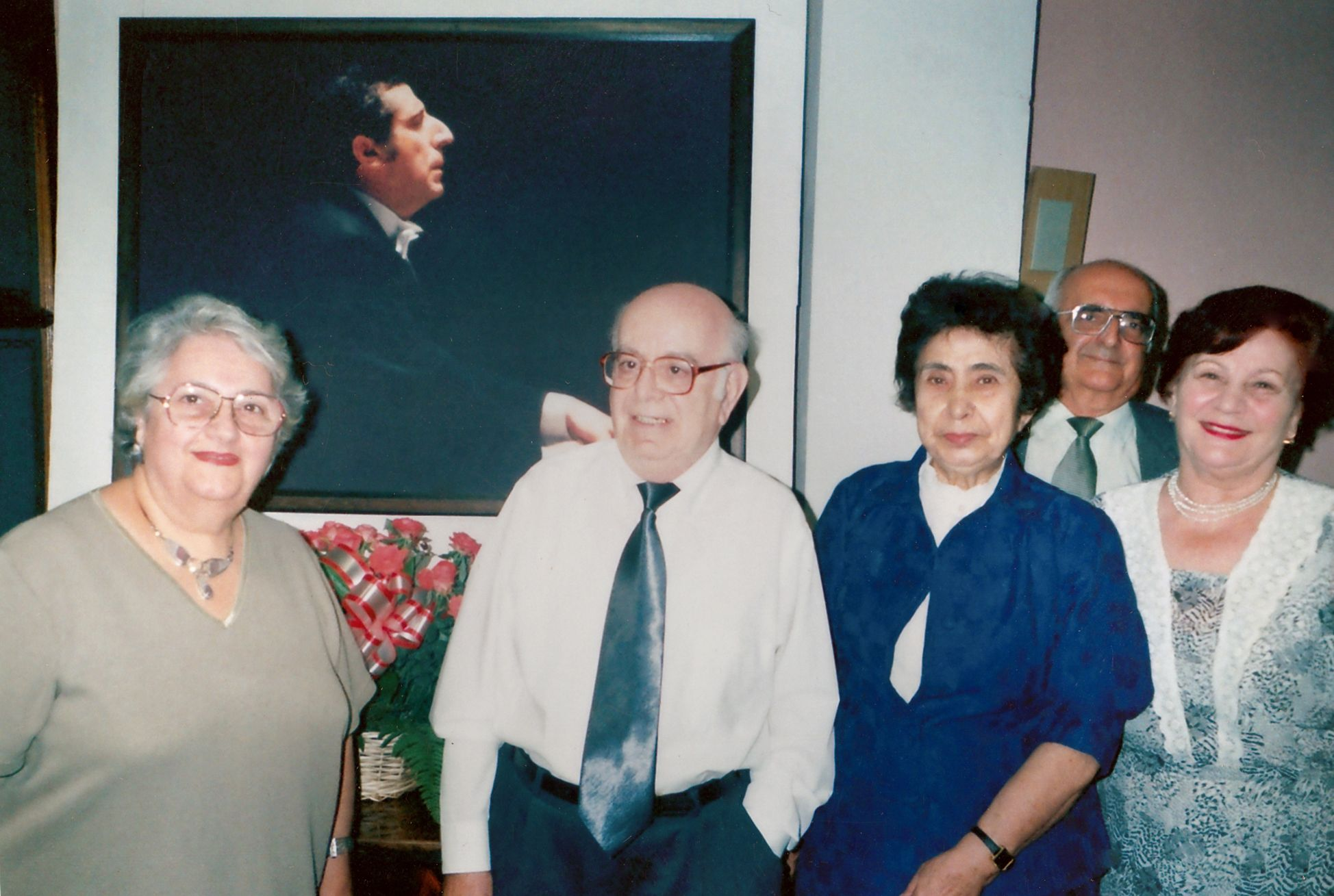